# Gradbogen

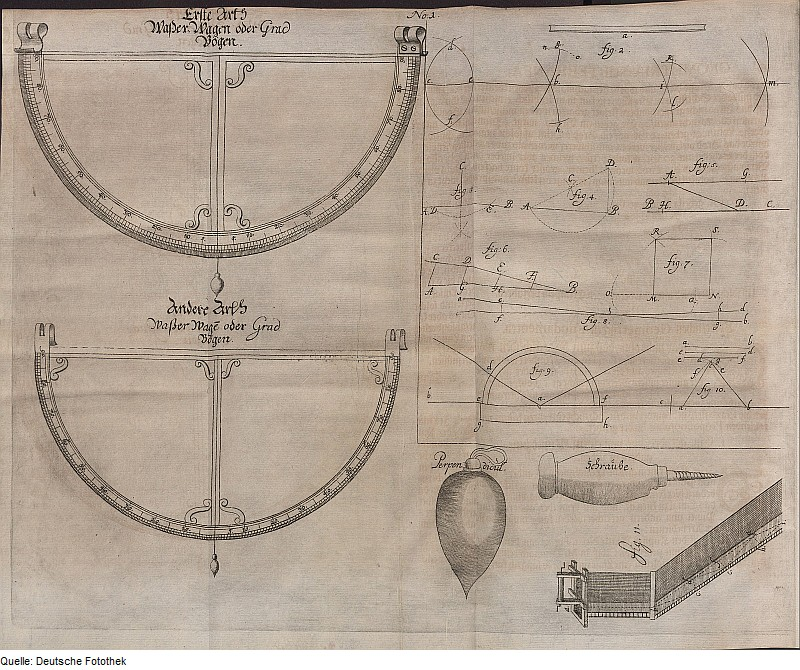
Historischer Gradbogen

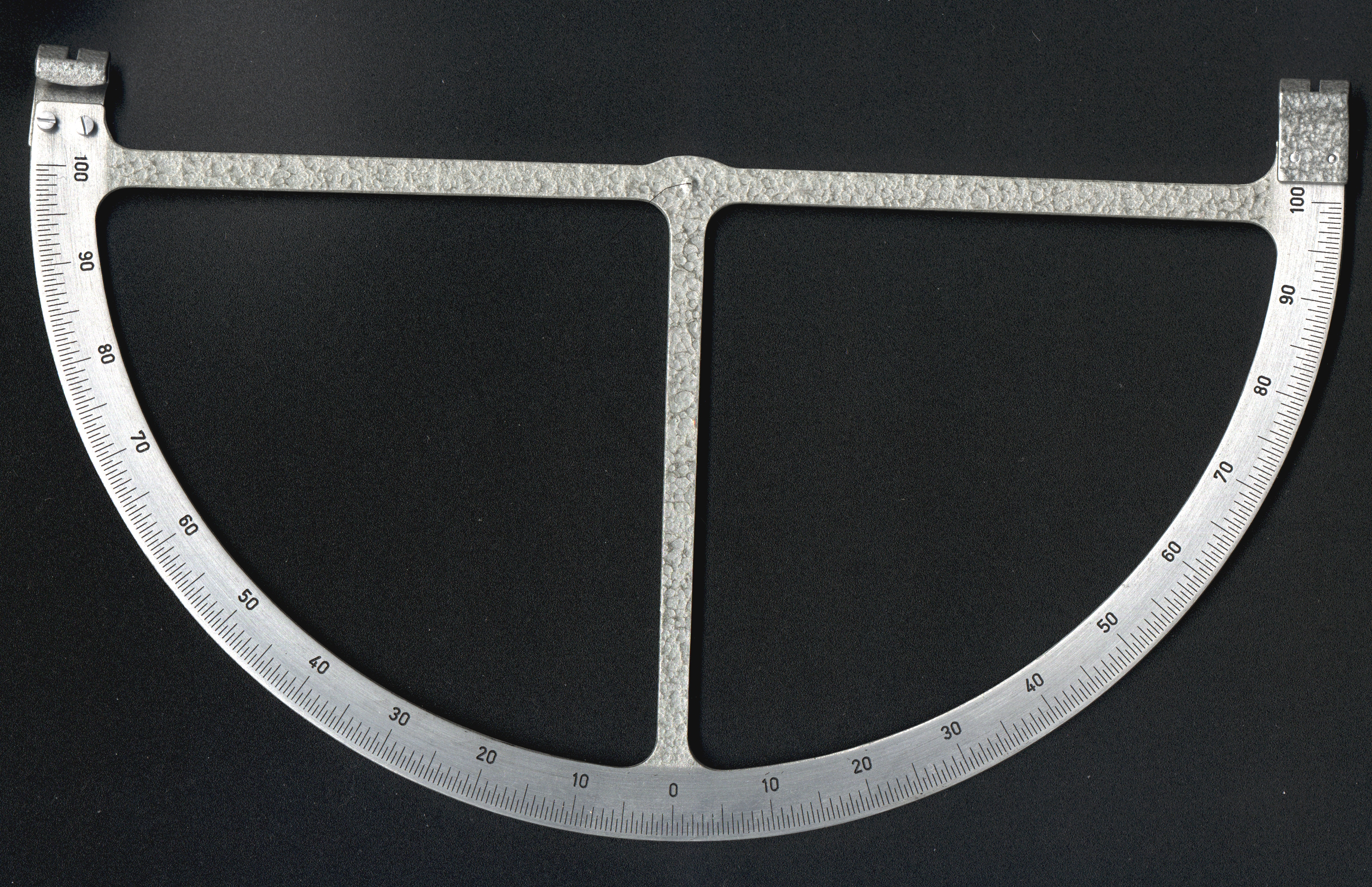
Gradbogen mit Gon-Teilung

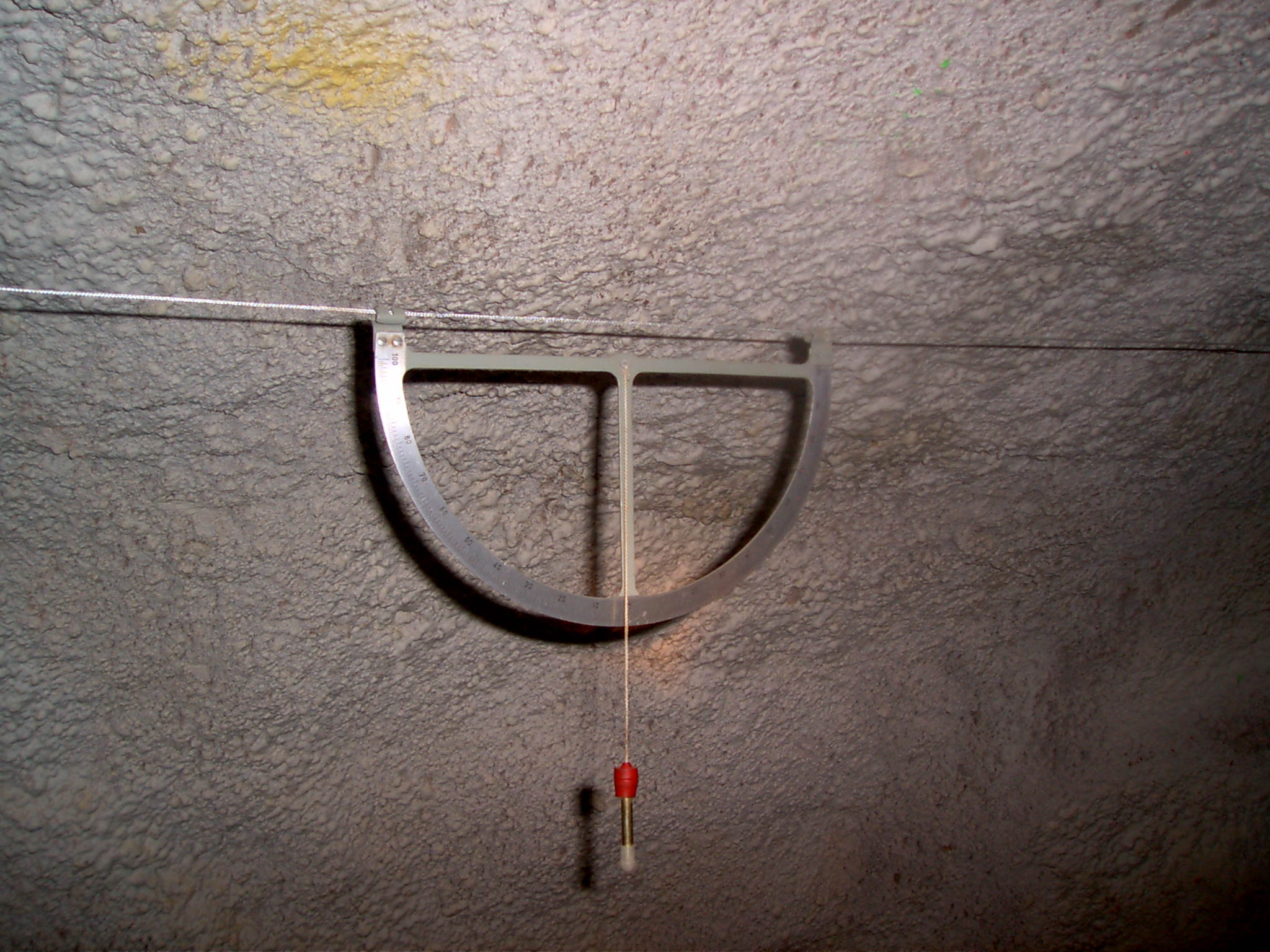
Gradbogen

Der Gradbogen ist ein Werkzeug des Markscheiders und gehört zum Hängezeug (Vermessungsgeräte für den Bergbau).
Der Gradbogen dient zur Messung von Neigungen gegenüber der Horizontallinie und ist daher ein Neigungsmesser oder Klinometer.

## Aufbau
Der Aufbau ist einfach: Ein halbkreisförmiger Bogen aus Messing oder Aluminium ist mit einer Teilung und Haken zum Einhängen an einer Schnur versehen. Die Lotschnur zeigt den Wert auf der Teilung an. Die Teilung geht von der Seigerlinie in der Mitte des Gradbogens aus. Gradbogen waren in 2×90° geteilt. Seit Einführung des Gons im Vermessungswesen werden Gradbogen mit einer 2×100g-Teilung versehen, trotzdem heißen sie immer noch Grad- und nicht Gonbogen. Gradbogen werden unter Tage immer noch für einfache vermessungstechnische Aufgaben verwendet, beispielsweise zur Bestimmung der Neigung eines Bohrgestänges.

## Verwendung
Der Gradbogen ist heute durch modernere, auch elektronische, Geräte verdrängt worden. Vereinzelt wird er noch in der Höhlenforschung, oft selbstgebaut, eingesetzt. An der Halteschnur eines Drachen ermöglicht er Ermittlung und Kontrolle des Schnurwinkels. Unter Einbeziehung der Schnurlänge (und eventuell dem Durchhang) kann so die Höhe des Drachens über Grund errechnet werden (Winkelfunktionen).